# Annibale Bergonzoli
Annibale Bergonzoli, italijanski general, * 1. november 1884, Cannobio, † 31. julij 1973, Cannobio.

## Življenjepis
Generalnadporočnik Bergonzoli je sodeloval v španski državljanski vojni. Med drugo svetovno vojno je poveljeval 23. korpusu 10. armade in obrambnim položajem Bardie v Libiji. Leta 1941 so ga pri Beda Fommu zajeli avstralski vojaki 6. divizije. Vzdevek »Električna brada« so mu dali v njegovih enotah zaradi njegove koničaste bele brade, ki naj bi po govoricah oddajala celo iskre. Do leta 1946 je bil vojni ujetnik.